# Propagande (Stéphane E. Roy)
Pour l’article homonyme, voir Propagande.
Propagande est une pièce de théâtre de Stéphane E. Roy racontant l’histoire d’un jeune publicitaire en conflit d’idéologie entre une publicité qu’il doit écrire pour sauver le Canada et son appartenance au Parti québécois, séparatiste.
Elle fut créée en 2000 au Théâtre d'Aujourd'hui avec, dans les principaux rôles, Claude Legault, Ken Scott, Norman Helms, Stéphane E. Roy, Claudia Hurtubise et Christine Foley.